# Kolonihaveområde
Kolonihaveområde er et areal som omfatter mindst fem havelodder, som i gennemsnit ikke må være større end 400 kvadratmeter. Helårsbeboelse er ikke tilladt; kun i perioden fra april til oktober er det tilladt at bo i haverne.
Ved en kolonihave forstås en havelod i kolonihaveområdet. Kolonihaver var tidligere både et fristed for arbejderfamilierne fra de tætte, indre bykvarterer (rekreationsområde), men også nyttehaver, hvor der kunne dyrkes vigtige tilskud til madforsyningen, hvilket især havde betydning i krisetider. I dag er det mere middelklassen, der har kolonihaver.
Den egentlige danske kolonihavebevægelse startede i 1884, da den senere landstingsmand Jørgen Berthelsen oprettede arbejderhaverne i Aalborg. 

## Kolonihavernes historie
Allerede i middelalderen lå små haver på fæstningsværkerne uden for byerne. Her dyrkede byens borgere grøntsager og andre fornødenheder. Den første danske kolonihave startede i 1814 i Kappel i Sønderjylland. Frederik 6. gjorde havearbejde til et regeringsanliggende efter påvirkning fra de sønderjyske hertugdømmer, hvor der fandtes havekolonier udenfor de større byer. Det ville tjene ædrueligheden, hvis folk var optaget af havearbejde i stedet for at besøge kroer og værtshuse, ifølge et cirkulære, udstedt af regeringen i 1828. Ydermere ville det være godt for befolkningens helbred, at urter fra haven fik plads i arbejderklassens spisesvaner. Fattigforsorgens direktører fik derfor i opgave at fremskaffe arealer til udstykning, så der man fik anlagt kolonihaver. Kommunerne var tilbageholdne, men efterhånden blev der udstykket "frihaver" til opdyrkning, mod en årlig afgift til fattigvæsenet. "Frihaverne" blev derfor også kaldt "fattighaver", men for det meste var det håndværkere og erhvervsdrivende, der havde råd til at betale for en have. Ordningen var ingen fattighjælp for de dårligst stillede i byens fattigkvarterer, arnestedet for den fremvoksende socialisme. Denne trussel fik den politiske Højre-organisation Arbejdernes Værn til i 1891 at gå til indkøb af fem tønder land af en gartner i Guldbergsgade på Nørrebro. Her kunne man leje en grøn plet i hovedstaden, så sandt man betalte kontingent til "Værnet", hvorved man automatisk blev indmeldt i partiet Højres arbejder- og vælgerforening. Dette tvungne partimedlemskab førte til konflikt, som endte med, at Det Kjøbenhavnske Haveselskab blev stiftet i 1892. Selskabet forlangte ingen politisk tilhørighed, og fik det følgende år fat i nabogrunden i Guldbergsgade, en tidligere grusgrav, som kommunen havde fyldt op med dagrenovation. På lossepladsen blev udstykket 100 haver, snart efterfulgt af nye kolonihaver ved Amagerbro mellem Kløvermarksvej og Stadsgraven og ved Enghavevej, hvor man i dag finder Enghaveparken. Arbejderbevægelsen var så skeptisk til fænomenet, at en fremtrædende socialdemokratisk redaktør angiveligt skal have udtalt, at "en mand er tabt for bevægelsen, så snart han har fået sig en kolonihave". I virkeligheden tog socialdemokratiet ikke skade af, at der i første halvdel af 1900-tallet blev anlagt havekolonier nærmest som et bælte omkring hovedstaden.
I 1893 åbnede haveforeningen Vennelyst ved Christianshavns Vold. Denne forening eksisterer endnu i dag, og er dermed Københavns ældste. Her findes også et kolonihavemuseum i et lysthus bygget af Johan Peter Nielsen. Det ligner en bittelille minaret med sit spir, og er efter en omflakkende tilværelse og delvis ombygning havnet i Vennelyst, hvor det har gennemgået en restaurering, udført af Nationalmuseet og Københavns Kommune og betalt af Tuborgfonden.
Allerede i 1904 fandtes der i hele landet cirka 20.000 kolonihaver (heraf cirka 6000 ved København). I mellemkrigstiden voksede antallet af kolonihaver voldsomt i Danmark og var oppe omkring 100.000. Antallet ligger i dag på omkring 60.000 I 2001 opgjorde Kolonihaveudvalget det samlede antal kolonihaver til cirka 62.150.
Den 11. maj 1908 blev Kolonihavelejerforeningens Forbund oprettet, hvilket senere blev til Kolonihaveforbundet. Kolonihaveforbundets formål var at opnå bedre kontraktforhold for kolonihaverne, hvor jorden var lejet af stat og kommuner. Kolonihaveforbundet har i dag kolonihaver i 75 kommuner med omtrent 400 tilsluttede haveforeninger.

### Varigt kolonihaveområde
I 2006 vedtog regeringen ændringer af  lov om kolonihaver fra 2001, som medførte at alle kolonihaver fra før 2001 fik status af varigt kolonihaveområde der kun kan nedlægges hvis væsentlige samfundsmæssige hensyn gør det nødvendigt at disponere over arealet til et formål, der ikke kan tilgodeses et andet sted i kommunen.Hvis det er tilfældet skal der tilvejebringes et nyt kolonihaveområde, som kan erstatte det område, der nedlægges. Reelt en fredning af kolonihaveområderne.